# Rousettus tangkokoensis
Rousettus tangkokoensis är en flyghund i släktet Rousettus som beskrevs 2016 som art. Den upptäcktes i ett naturskyddsområde på norra Sulawesi. Artepitet i det vetenskapliga namnet syftar på ett berg som förekommer i reservatet.
Arten når en absolut kroppslängd av 66 till 92 mm, inklusive en 17 till 26 mm lång svans. Underarmarna är 72 till 86 mm långa, bakfötternas längd är 21 till 24 mm och öronen är 15 till 20 mm stora. Pälsen har främst en orangebrun färg. Den orange färgen är på axlarna kraftigare och mörkare. Även på huvudets topp finns mörkare päls. I motsats till Rousettus celebensis är låren bara glest täckta med päls och flygmembranen är naken. Skallen är jämförd med övriga kroppsdelar större än hos andra släktmedlemmar på Sulawesi men den har en smalare konstruktion.
Individer av Rousettus tangkokoensis är bara kända från ett naturskyddsområde på Sulawesis norra halvö i närheten av staden Manado. De vistades i skogar i låglandet upp till 600 meter över havet. I skogarna förekommer fruktbärande växter som fikon och Adinandra dumosa. Där hittar flyghunden troligtvis sin föda.
Antagligen jagas Rousettus tangkokoensis liksom andra flyghundar av Sulawesis befolkning. På marknader säljs ofta flyghundar som senare blir mat. Arten listas inte än av IUCN.